# Tramway de Lock Haven
Les tramways de Lock Haven formaient un réseau américain de transport urbain situé à Lock Haven en Pennsylvanie.

## Localisation et bref historique de la ville
Lock Haven est situé sur la branche ouest de la rivière Susquehanna. Le premier immigrant s'installe en ces lieux en 1769 et y bâtit une maison fortifiée, baptisée Fort Reed, d'après le nom de son fondateur. Toutefois, ce lieu est abandonné dès 1778, à la suite d'attaques d'Indiens iroquois. La richesse forestière du pays attirera de nouveaux arrivants. En 1834, l'ouverture du West Branch Canal (en) stimulera l'économie locale. Le lieu prit le nom de Lock Haven dans les années 1830. Connue à la fin du XIXe siècle sous le nom de « Queen City of the West Branch », elle obtient le statut de ville en 1870, et devint le chef-lieu du comté de Clinton. Elle avait alors environ 5 000 habitants.
Les chemins de fer arrivèrent à Lock Haven en 1859. C'est le Sunbury and Erie Railroad qui inaugure sa ligne. Elle passera deux ans plus tard dans les mains du Philadelphia and Erie Railroad. Une seconde compagnie, le Bald Eagle Valley Railroad (en), ouvrira une ligne de Lock Haven à Tyrone dans les années 1860. Toutes deux feront par la suite partie du réseau du Pennsylvania Railroad. Deux autres compagnies, le Beech Creek Railroad et le Central Railroad of Pennsylvania installeront leur terminus dans le village voisin de Mill Hall.

## Historique du réseau

### Premiers projets (1891–1894)
Les premières propositions de tramways apparaissent en 1891, alors que la ville ne compte que moins de 7 500 habitants. Un an plus tard, le 7 juillet 1892, la Lock Haven Street Railway Co. est fondée, avec un maigre capital de 30 000 $, sous la direction de l'ex-sénateur Samuel Richard Peale. La ligne proposée ne s'étend que jusqu'à Flemington, à mi-chemin de Mill Hall et d'une connexion avec le Central RR of Pennsylvania. L'enthousiasme manquant et la panique boursière de 1893 eurent raison de ce projet.
Le projet suivant fut initié par une compagnie extérieure à la ville, représentée par E.B. Carr, de Jersey City. Le Lock Haven Electric Railway fut fondé le 14 avril 1894. Le président en était L.M. Patterson, un marchand de la ville ; le vice-président n'était autre que le maire de Lock Haven, W.H. Mayer ; les intérêts des principaux investisseurs new-yorkais étaient défendus par la présence de J.S. Seeley comme trésorier. Les affaires ne trainèrent pas et, dès le 23 juillet, les travaux commencèrent entre la 6e rue et le terminus de la gare du Philadelphia and Erie, sur Henderson Avenue. Toutefois, les oppositions ne manquèrent pas lors de la construction, mais furent finalement « aplanies » par un ultimatum de la société qui menaça de suspendre toute construction. Le 14 décembre 1894, au soir, les premiers tramways circulaient finalement. Quelque 800 personnes empruntèrent le nouveau mode de transport jusqu'à minuit.

### Description de la ligne
La ligne commençait dans Henderson St., à proximité de la gare du Philadelphia and Erie, puis tournait au nord dans Main Street, jusqu'à Bellefonte. Là, un embranchement continuait sur Main Street jusqu'à la 6e rue, tandis que la ligne principale tournait à gauche dans Bellefonte, traversait les voies du chemin de fer, revenait au sud par South Fairview, avant de se diriger à l'ouest par Peach St., Pearl St. et Spruce St. À ce niveau, se situaient le dépôt et l'usine électrique. Toujours en direction de l'ouest, elle empruntait Woods Avenue, desservait le faubourg de Flemington par Sturdevant Avenue et High Street et traversait successivement le canal (en) et le Bald Eagle Creek (en). Elle empruntait ensuite la Nittany Valley Turnpike, une route à péage, jusqu'au niveau de la gare du Central RR of Pennsylvania, à Mill Hall.

### Exploitation
Le service de base était d'un tramway toutes les vingt minutes de 8 à 22 heures, et toutes les demi-heures de 6 à 8 et de 22 heures à minuit. Le dimanche, le service ne commençait qu'à 7 heures.

### Extensions et projets
Une nouvelle compagnie, la Lock Haven Traction Co., fut formée en 1895 pour réunir des fonds pour l'extension du réseau. Étaient envisagés un prolongement de Mill Hall à Salona (environ 5 km), ainsi qu'une nouvelle ligne reliant Lock Haven à Jersey Shore. Mais les conditions économiques changeaient rapidement ; le seul prolongement construit, en 1898, sera une extension du tramway dans North Fairview jusqu'à la 6e rue, où après avoir traversé les voies de chemin de fer, elle retrouvait celles déjà construites dans Main St. Avec cette mise en service, le tronçon dans Bellefonte était abandonné.

### La fin du réseau
La ville semblait avoir terminé son explosion démographique et l'activité forestière alentour connaissait une récession. La compagnie, sans être déficitaire, ne rencontrait pas les résultats escomptés. Incapable de payer les intérêts de ces actions, elle fut mise sous séquestre le 29 septembre 1897.
L'administrateur du séquestre était William Given de la Conestoga Traction Co. de Lancaster. Il sera également l'acheteur principal de la compagnie après que celle-ci aura été mise en vente le 28 mars 1900, mais il semble qu'il ne fut qu'un homme de paille pour A.N. Chandler Company de Philadelphie. Premier président de la nouvelle compagnie, la Susquehanna Traction Company, il disparut de la scène dès que la situation se fut stabilisée. Fin 1902, les dirigeants émettent l'idée d'un prolongement de la gare du Philadelphia and Erie au village de Lockport, situé sur l'autre rive de la Susquehanna. Trois mois plus tard, ils étendent leurs ambitions en projetant cette fois une ligne passant par Lockport, Woodward, Dunstable, Pine Creek et se terminant à Avis, où elle se connecterait avec le tramway de Jersey Shore. L'ouverture des ateliers de chemins de fer à Avis allait, à l'époque, être l'occasion de voir fleurir de nombreux projets similaires, dont, malheureusement, aucun ne verra le jour. La seule extension réalisée par la compagnie sera, en fait, une modification de tracé. Le tramway abandonnera le détour par le centre de Flemington pour une route plus directe par Woods Avenue et Canal Street.
À partir de ce moment, peu d'évènements méritent mention. L'usine électrique verra sa capacité augmentée en 1907. Deux motrices neuves seront achetées dans ces années-là. Pendant la Première Guerre mondiale, la compagnie enregistrera de nouveau des difficultés financières. Ce qui justifiera l'achat de six motrices Birney neuves en 1919 et 1921. Ce parc de motrices plus économes assurera tout le service jusqu'à la fin du réseau, il sera même réduit à quatre motrices, dans un souci d'économie, dès 1929. En juillet 1930, la ligne est finalement abandonnée.

## Le matériel

### Les motrices commerciales
Le réseau disposait de motrices numérotées 1 à 8, 10 et 15 ; en 1919 et 1921, six nouvelles motrices reprirent la numérotation 1 à 6 déjà utilisée par des motrices alors réformées.
- Les motrices 1 à 4 étaient des petites voitures fermées à deux essieux construites par New Castle. Arrivées le 20 juillet 1894, leur origine est incertaine. Achetées d'occasion, elles pourraient provenir de Binghamton, NY. Elles comportaient 24 places assises sur des sièges longitudinaux. Ces voitures étaient peintes en marron. Ces voitures furent détruites en 1919, avec l'arrivée des Birneys.
- Les motrices 5 à 7 avaient également été construites par New Castle et avaient été acquises d'occasion auprès de Binghamton, NY. Il s'agissait à l'origine de remorques ouvertes (« baladeuses ») à 7 bancs. À Lock Haven, elles seront très vite motorisées par simple transfert des équipements électriques et moteurs des voitures fermées suivant la saison. Ces voitures étaient peintes en jaune.  Ces voitures furent détruites en 1919, avec l'arrivée des Birneys.
- La motrice 8, de constructeur Brill, a été acquise d'occasion en 1902. Son origine est inconnue. Cette voiture était peinte en jaune.
- La motrice 10, de constructeur Brill (n° de construction 14267), est la première commandée neuve, en 1905. C'est également la première à plateformes vestibulées. Du type convertible, elle comportait 28 places assises et était peinte en jaune.
- La motrice 15, de constructeur Brill (n° de construction 15933) en 1907, fut la plus grande du réseau. Elle comportait 30 places assises sur des sièges longitudinaux.
- Les (nouvelles) motrices 1 à 5 étaient des motrices Birney à deux essieux, commandées à Cincinnati Car Co. (en) en 1919 (n° de construction : 2395). Équipées de freins à air, elles étaient peintes en vert. Une sixième motrice de même origine et type (n° de construction : 2480) complètera la flotte en 1921. En 1929, les motrices 2 et 6 furent revendues à Brantford, Ontario et, finalement, deux ans après l'abandon de la ligne locale, en 1932, les 1, 3, 5 et 6 furent revendues au New York and Queens County Railway.

### Le matériel de service
- Au début de l'exploitation, toutes les motrices closes étaient équipées de petits chasse-neige, manœuvrables par le wattman. Ces équipements n'était efficients que lorsque la neige n'était pas trop importante. Lors de chutes plus importantes, une planche de bois était fixée par des cordes à l'avant d'une motrice qui devait souvent circuler jour et nuit pour maintenir la ligne ouverte. Finalement, les employés du réseau mirent au point un chasse-neige moins rudimentaire, en acier, monté sur un truck à deux essieux qui le maintenait environ deux centimètres au-dessus des voies.
- En 1900, le réseau faisait l'acquisition d'une motrice travaux, équipée de chasse-neige, à l'avant et à l'arrière.
- En 1920, une motrice chasse-neige à deux essieux est acquise. Son origine et son numéro n'est pas connu.
- En 1919, une autre motrice de service à deux essieux est indiquée sur les états du réseau, mais tout autre information semble manquer.

## Sources